# 威廉·塔努伊
威廉·基普塔鲁斯·塔努伊（英語：William Kiptarus Tanui，1964年2月22日—），肯尼亚前男子田径运动员。他曾获得1992年夏季奥运会田径比赛男子800米金牌。他也曾获得1991年全非运动会男子800米金牌。